# Erich Steinmayr
Erich G. Steinmayr (* 1946 in Feldkirch) ist ein österreichischer Architekt, der vorwiegend in der Region Vorarlberg tätig ist.

## Leben
Erich Steinmayr studierte von 1965 bis 1973 Architektur in Graz. Ab 1979 unterrichtete er an der HTL Rankweil. Seit 1980 ist er freischaffender Architekt in Feldkirch. Seit 1993 besteht eine Partnerschaft und ein gemeinsames Büro in Wien mit Friedrich H. Mascher.
Sonstige Tätigkeiten:
- Lehrtätigkeiten an LIS Vaduz, Uni Innsbruck, ETH Zürich, FH Konstanz
- Fachbeirat des BMUK für Denkmalschutz der Stadt Steyr, der Diözese Linz, des Arbeitskreises Bodensee

## Auszeichnungen
- 1992  Industriebaupreis
- 1996  Österreichischer Bauherrenpreis für die Erweiterung des Rathauses in Lustenau
- 2004  Österreichischer Bauherrenpreis für die Erweiterung der Albertina in Wien

## Neuere Projekte
- Foyer des österreichischen Parlaments in Wien
- Hofburg Wien – Konferenzzentrum
- Ortsgestaltung, Maria Saal, Kärnten
- Seebrücke Lindau